# روبرت سبنسر ستون
روبرت سبنسر ستون (بالإنجليزية: Robert Spencer Stone)‏ هو إشعاعاتي ‏ كندي وأمريكي، ولد في 5 يونيو 1895 في تشاتام كينت في كندا، وتوفي في 18 ديسمبر 1966.